# Ediciones Trea
Ediciones Trea és una empresa editorial asturiana amb seu a Cenero, Gijón, fundada el 1991.
Compta amb un fons editorial de més de mil títols sobre temes diversos de biblioteconomia, documentació, arxivística, museologia, història, art, gastronomia, literatura i temes asturians. Segons el 'ranking Publishers Scholar Metrics', elaborat pel Grup d'Avaluació de la Ciència i la Comunicació Científica (EC3) de la Universitat de Granada l'editorial Trea és l'editorial més citada pels investigadors espanyols en l'àmbit de les Ciències i Tècniques Historiogràfiques (Ciències Humanes) i la segona més citada en el de Documentació (Ciències Socials). I segons el 'ranking SPI' (Scholarly Publishers Indicators), elaborat pel Consell Superior d'Investigacions Científiques (CSIC) i dedicat a l'avaluació científica de l'àrea d'Humanitats i Ciències Socials, Trea ocupa el primer lloc pel que fa a la disciplina de Biblioteconomia i Documentació.
Juntament amb el diari La Voz de Asturias, publica a partir del 2011 la revista cultural El Cuaderno. Una marca subsidiària, 'Edicions Nigra Trea', publica llibres sobre temes gallecs. L'Editorial Trea va ser reconeguda amb el Premi a la Millor Obra Editorial Cultural 2014, Premi Nacional de Cultura d'Espanya. Des de la seva creació el 1990, el seu director és Álvaro Díaz Huici.